# Monument aux morts de Rauret
Le monument aux morts de Rauret est un monument aux morts situé en France sur la commune de Rauret, dans la région Auvergne-Rhône-Alpes.

## Localisation
Le monument aux morts est situé dans le département français de la Haute-Loire, sur la commune de Rauret, dans l'ancienne région administrative d'Auvergne.

## Historique
Au lendemain de la Première Guerre mondiale, l’église paroissiale de Rauret, village du Velay aux confins de la Haute-Loire et de la Lozère, se révèle trop petite. Régis Roche, architecte au Puy-en-Velay, propose en 1919 l’adjonction d'une nouvelle chapelle à l'église, qui formerait le bas-côté sud de la nef et serait construite à la mémoire des morts pour la France. Le préfet, voyant dans ce projet un moyen détourné pour financer l'agrandissement et la consolidation de l'église, refuse d’accorder la subvention ministérielle pour cette chapelle qui n’a de « monument aux morts » que le nom. La commune décide alors de construire à ses frais l'extension de l'église et d'y adosser, à la manière d’un portail latéral sur la façade ouest de l’église, un monument aux morts dessiné par l'architecte Roche et confié à Jean Arnaud, marbrier au Puy.

## Description
Sculpté en pierre de la carrière locale de Jagonas et achevé en 1926, le monument de Rauret prend la forme d’un sobre enfeu flanqué de deux colonnes à chapiteaux de feuillages, qui portent un arc à voussure polylobée abritant un cénotaphe. Le fond de l’enfeu est gravé au nom des enfants du village morts pour la France. Le monument montre un grand souci du détail ornemental (archivolte ornée de boules, tailloirs ornés) qui puise aux sources de l’art roman du Velay et fait écho, par exemple, au portail de l’église Sainte-Foy de Bains, à côté du Puy. Il témoigne ainsi dans la pierre de la redécouverte du style roman vellave, initiée vingt ans plus tôt sur le papier par l’important ouvrage sur L’Architecture religieuse à l’époque romane dans l’ancien diocèse du Puy (1900) de Noël et Félix Thiollier. Hommage rendu aux morts pour la France, le monument aux morts de Rauret constitue donc aussi une révérence érudite faite par les hommes de l'entre-deux-guerres à l'architecture romane du Velay.

## Protection
Le monument aux morts est inscrit au titre des monuments historiques par arrêté du 10 avril 2019.